# Jintur
Jintur é uma cidade  no distrito de Parbhani, no estado indiano de Maharashtra.

## Geografia
Jintur está localizada a 19° 37′ N, 76° 42′ L. Tem uma altitude média de 455 metros (1492 pés).

## Demografia
Segundo o censo de 2001, Jintur tinha uma população de 38,109 habitantes. Os indivíduos do sexo masculino constituem 52% da população e os do sexo feminino 48%. Jintur tem uma taxa de literacia de 63%, superior à média nacional de 59.5%: a literacia no sexo masculino é de 69% e no sexo feminino é de 56%. Em Jintur, 16% da população está abaixo dos 6 anos de idade.